# Dekanat jelonkowski
Dekanat jelonkowski – jeden z 25 dekanatów rzymskokatolickich archidiecezji warszawskiej wchodzącej w skład metropolii warszawskiej. W skład dekanatu wchodzi 6 parafii: 
- Parafia Matki Bożej Królowej Aniołów na Bemowie
- Parafia cywilno-wojskowa Matki Bożej Ostrobramskiej na Boernerowie
- Parafia św. Łukasza Ewangelisty na Górcach
- Parafia Podwyższenia Krzyża Świętego na Jelonkach
- Parafia Bogurodzicy Maryi na Jelonkach Północnych
- Parafia św. Jana Pawła II w Warszawie